# 김석몽처 남평문씨 열녀문
김석몽처 남평문씨 열녀문(金石夢妻 南平文氏 烈女門)은 김석몽의 아내 남평문씨의 부덕과 정절을 기리기 위해 세운 정문이다. 1986년 4월 17일 대한민국 파주시의 향토문화유산 제4호로 지정되었다.

## 개요
김석몽처 남평문씨 열녀문(金石夢妻 南平文氏 烈女門)은 김석몽의 아내 남평문씨(南平文氏)의 부덕(婦德)과 정절(情節)을 기리기 위해 세운 정문(旌門)이다.
일찍이 김씨가문에 출가한 문씨는 효행이 뛰어나고 현모양처로서 부덕을 갖춘 부인이었으나 젊어서 남편을 잃었다. 그 후 뜻을 견고히 하며 수절하던 중 하루는 냇가에서 빨래를 하는데 갑자기 악한이 달려들어 문씨를 겁탈하려 하자 이에 굴하지 않고 저항하다가 순절하였다. 이에 영조 40년(1764) 8월 조정에서는 문씨의 열부, 정절의 정신을 기리는 뜻에서 정려를 내려 세우게 하였다.
정려 내에는『烈女金石夢妻南平文氏之門英廟 甲申八月日命旌癸亥二月日重修立』이라 음각된 현판과 『열녀정려기(烈女旌閭記)』가 걸려있다. 정각의 규모는 정면이 2.2m, 측면 2m로 맞배지붕에 한식기와를 올렸는데 현재의 정문은 1964년 2월에 신축한 것이다.

## 참고 자료
- 김석몽처 남평문씨 열녀문(향토유적 제4호) - 파주 문화관광